# کارلوس بیلاردو
کارلوس سالوادور بیلاردو (به اسپانیایی: Carlos Salvador Bilardo) (زادهٔ ۱۶ مارس ۱۹۳۹ در بوئنوس آیرس) بازیکن فوتبال و مربی فوتبال سابق اهل آرژانتین است که هم‌اکنون (۲۰۱۰) مدیر فنی تیم ملی فوتبال آرژانتین است.
در دهه ۱۹۶۰ با بازی‌هایی که در تیم استودیانتس انجام می‌داد به شهرت جهانی دست یافت و به عنوان مربی تیم ملی آرژانتین قهرمانی جام جهانی ۱۹۸۶ را به دست آورد.
کارلوس بیلاردو نزد هواداران فوتبال و در رسانه‌ها به دماغ‌گنده (el narigón) معروف است.
او آرژانتین را در جام جهانی 1986 مکزیک قهرمان جهان و در جام جهانی نود ایتالیا ، نایب قهرمان کرد . 
بیلاردو در سال‌های ۱۹۸۶ و ۱۹۸۷ به عنوان مربی سال آمریکای جنوبی انتخاب شد.